# Get Well Soon
"Get Well Soon" (estilizada como "get well soon") é uma canção gravada pela cantora e compositora norte-americana Ariana Grande para o seu quarto trabalho de estúdio, Sweetener (2018). Foi composta pela própria em colaboração com o músico Pharrell Williams, que encorajou a cantora a abordar a sua experiência pós-traumática após os acontecimentos de 22 de Maio de 2017 no concerto da Dangerous Woman Tour (2017) em Manchester, Reino Unido. Descrita por Grande como "provavelmente um dos [temas] mais importantes que [alguma vez] já escrevi," é uma balada soul que incorpora elementos de música pop e trap. A artista revelou que a sua intenção com a canção era de dar um "abraço musical" aos ouvintes, explicando que o seu conteúdo lírico é sobre "estar lá um para o outro e ajudar um ao outro em momentos assustadores e de ansiedade" e também sobre "demónios pessoais e ansiedade e tragédias ainda mais íntimas", ressaltando a importância da saúde mental.
A faixa foi recebida com aclamação pela crítica especialista em música contemporânea, com a maioria dos elogios sendo direccionados à sua mensagem, com um analista musical observando a obra como "um momento definidor-de-carreira" para Grande. A revista Paper incluiu-a na sua lista das cem melhores canções de 2018. A nível comercial, "Get Well Soon" alcançou sucesso em plataformas de streaming, inclusive Spotify, na qual foi reproduzida mais de um milhão de vezes em apenas 24 horas de disponibilização, garantindo a sua entrada em tabelas musicais no Reino Unido, Austrália e Estados Unidos.
De modo a divulgar o tema, Grande interpretou-o em três dos quatro concertos da mini-digressão The Sweetener Sessions (2018) e ainda no especial de televisão Ariana Grande at the BBC (2018), transmitido no Reino Unido. Na digressão mundial para promover Sweetener (2019), "Get Well Soon" foi inicialmente não inclusa no alinhamento de faixas pois a intérprete achou que o tema não era digna de ser cantado em concertos grandes, todavia, acabou sendo incluso mais tarde. O desempenho ao vivo da canção em um dos concertos da digressão foi incluso no álbum K Bye for Now (SWT Live) (2019).

## Antecedentes e lançamento

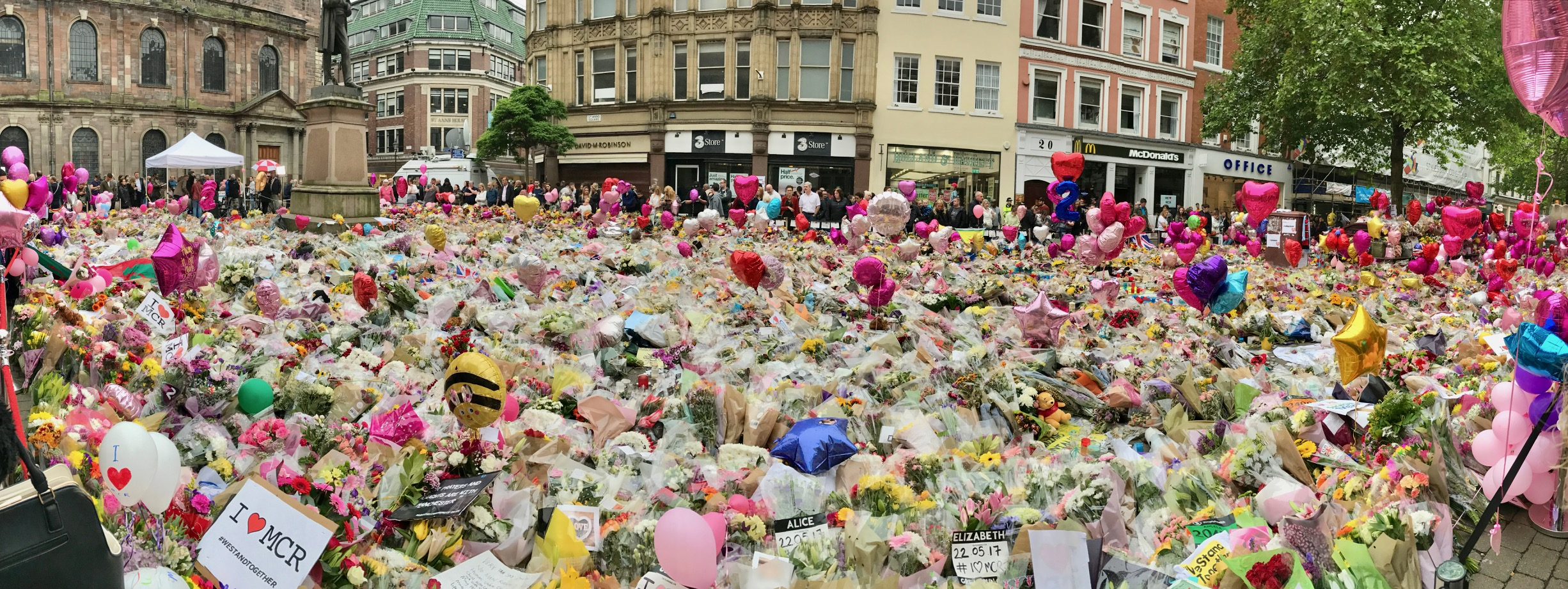
Tributo às vítimas do ataque terrorista a 22 de Maio de 2017, evento que inspirou Grande a escrever "Get Well Soon".

A produção para o quarto trabalho de estúdio de Grande teve início em Novembro de 2016, com a artista a revelar que "não pretendia fazer um álbum, e não sei se ele está pronto, mas tenho muitas canções das quais gosto muito. Eu tenho trabalhado muito, e estive a criar e a me sentir inspirada." O músico Pharrell Williams confirmou seu envolvimento no projecto, descrito por si como "incrível". "As coisas que ela tem a informar neste álbum estão em um nível muito superior," afirmou Williams em entrevista ao jornal Los Angeles Times. As sessões de gravação com o músico tiveram início em Julho de 2017, enquanto Grande ainda divulgava Dangerous Woman (2017), seu disco anterior. Ela deu início aos trabalhos sem qualquer pretensão de datas e desejava experimentar uma nova direcção musical, sugerindo a Williams que a levasse a "algum lugar completamente novo" e que "primeiramente fizessem a coisa mais esquisita que pudessem." Além disso, a cantora teve ainda maior liberdade criativa no desenvolvimento do material, servindo como produtora executiva em conjunto com Scooter Braun, seu gerente, e coordenando as sessões de gravação de forma que as canções transmitissem o seus sentimentos e soassem o mais autênticas possível. Em entrevista à revista Time, Grande comentou: "[Antes] eu estava muito animada apenas sobre cantar. Eu co-escrevia, mas nunca estava [totalmente] envolvida."

"[Pharrell] quase me obrigou a falar sobre isso, porque eu estava numa situação mental péssima. ...[Pharrell] estava tipo: 'tu tens que escrever sobre isso. Tu tens que transformar isto em música e tirar essa merda de dentro, e eu te prometo que te irá curar.' E definitivamente ajudou."

— Grande a abordar a experiência de trabalho com Pharrell Williams.

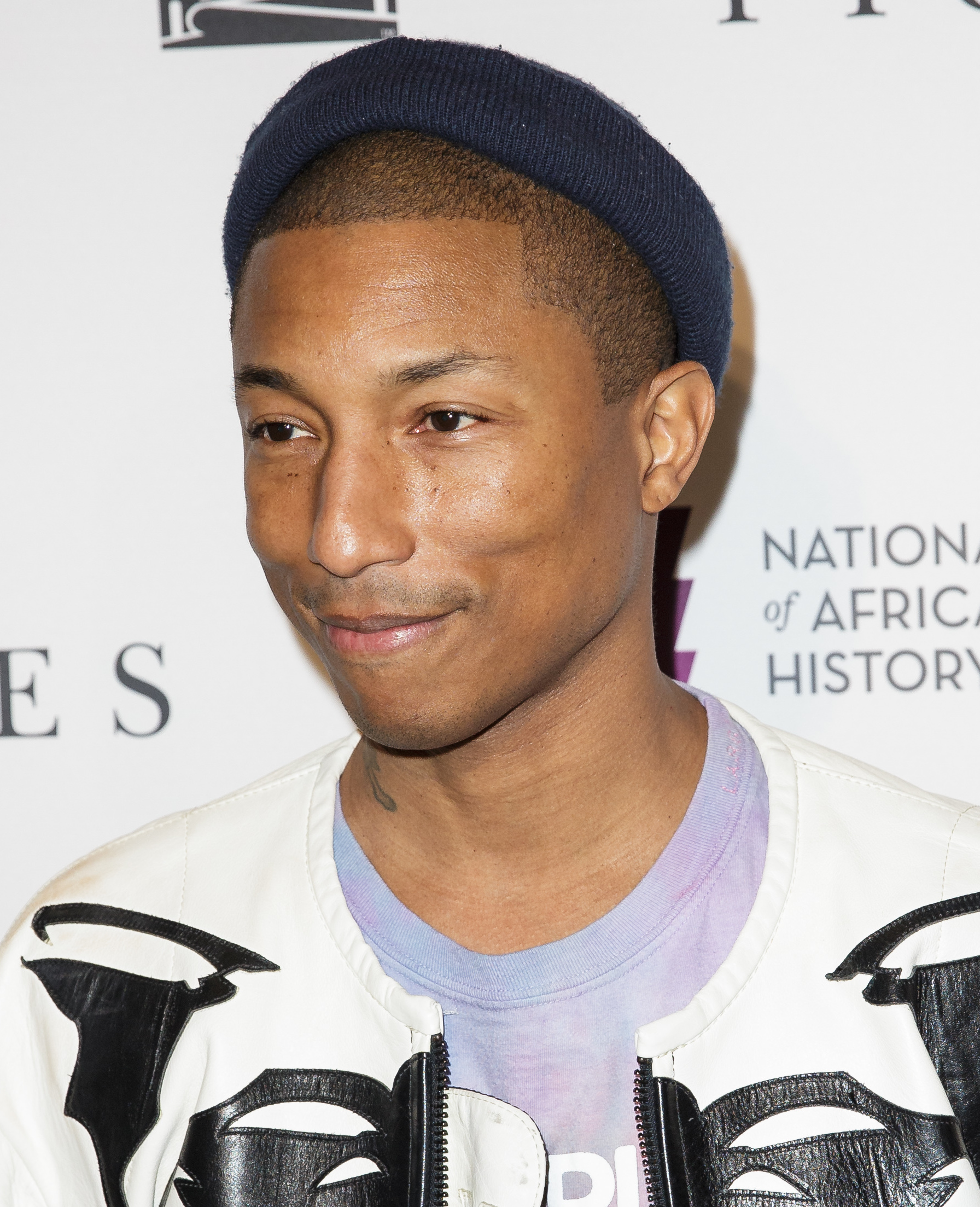
"Get Well Soon" foi co-composta e produzida por Pharrell Williams após encorajar Grande a abordar a sua experiência pós-traumática através de uma canção.

Após os concertos europeus da digressão Dangerous Woman (2017) e o subsequente ataque terrorista no concerto em Manchester, Reino Unido, Grande ficou psicologicamente abalada e teve "tonturas muito intensas, como se não conseguisse respirar," agravando a sua ansiedade para um nível físico. O evento interrompeu as sessões de gravação para o projecto e fez a cantora ficar relutante em gravar novas músicas, preferindo passar o seu tempo com a família devido ao impacto emocional causado. A artista tomou a decisão de expor a sua experiência pós-traumática com Williams, tendo juntos composto um tema intitulado "Get Well Soon", descrito por Grande como "provavelmente um dos mais importantes que [alguma vez] já escrevi." O músico revelou que o atentado em Manchester "foi quando pessoas diferentes da editora discográfica começaram a entender de verdade o que estávamos a tentar produzir," enquanto Grande declarou: "Eu senti-me mais obrigada a explorar os meus sentimentos porque estava a passar mais tempo com eles. Eu estava a falar mais sobre eles. Estava [a ir] mais à terapia."
Grande revelou em entrevista à estação de rádio musical Beats 1 que a sua intenção era de providenciar um "abraço musical" através da canção, explicando mais tarde que a obra é sobre "estar lá um para o outro e ajudar um ao outro em momentos assustadores e ansiedade" e também sobre "demónios pessoais e ansiedade e tragédias ainda mais íntimas", ressaltando a importância da saúde mental. "As pessoas não prestam muita atenção [à saúde mental] porque temos empregos e horários e coisas para fazer, e tentam acompanhar. As pessoas não prestam atenção ao que está dentro," afirmou Grande por entre lágrimas na entrevista com Ebro Darden. Outra canção de Sweetener também inspirada pelos ataques de pânico vivenciados após o atentado em Manchester foi "Breathin". Após passar quase três meses sem fazer qualquer tipo de aparições públicas, Grande publicou um teaser no Instagram sobre o que estaria por vir em 2018 na véspera do ano novo de 2017. A 17 de Maio do ano seguinte, revelou em entrevista à coluna Next Generation Leaders da revista Time que uma das faixas inclusas em Sweetener era intitulada "Get Well Soon", afirmando que o publicado na véspera de ano novo era um extracto da canção. Mais pistas sobre o tema foram sendo reveladas por Grande através das suas redes sociais ao longo de Junho de 2018 enquanto respondia à perguntas dos seus fãs, inclusive a sua posição como a faixa de encerramento do álbum e que esta seria ainda a mais longa de todas.
A canção foi publicada na página do Vevo da artista em meados de 2019. A 6 de Dezembro de 2019, Grande expressou no Twitter que ainda pensava sobre a canção e explicou a um fã que a mesma estará sempre consigo.

## Estrutura musical e conteúdo

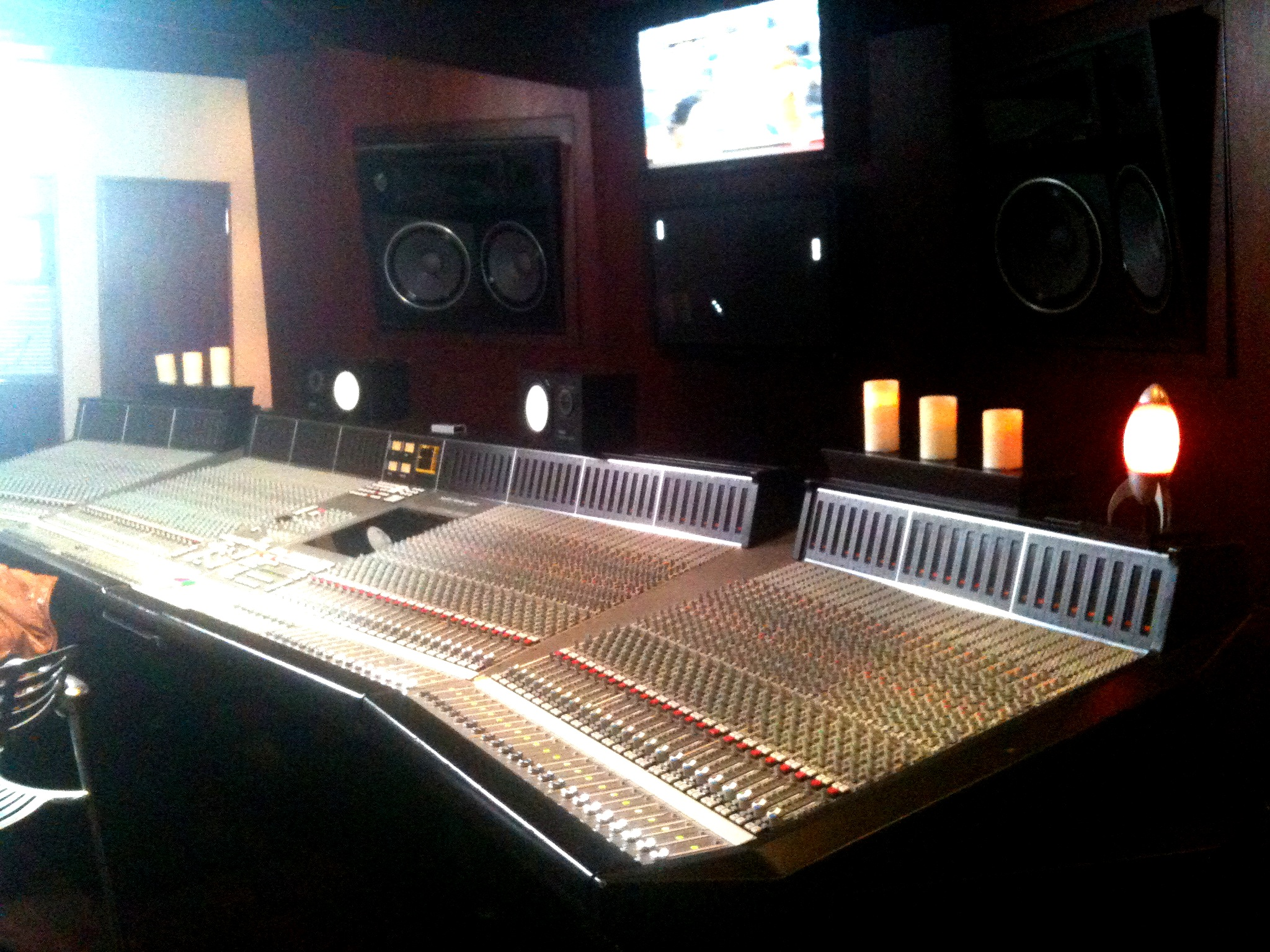
"Get Well Soon" foi gravada no estúdio Chalice em Los Angeles, Califórnia, em Dezembro de 2017.

Em geral, Sweetener representa uma mudança notável no estilo vocal demonstrado por Grande, em comparação com os seus trabalhos anteriores. Em entrevista ao The Zach Sang Show, a artista revelou que "o que eu mais amo sobre esse projecto, sonoramente, é que tudo que eu fiz foi cantar no meu registo baixo doce." "Get Well Soon" é fruto de um trabalho colaborativo entre ambos Grande e Williams, tendo este último ainda ficado encarregue da produção e arranjos. Foi gravada em Hollywood, Los Angeles, no estúdio Chalice com a presença de Williams.
"É sobre a minha ansiedade. Eu senti-me como se estivesse a flutuar por cerca de três meses no ano passado, e não foi numa maneira boa. Tipo eu [estivesse] fora do meu corpo? Foi muito assustador e eu não conseguia respirar bem. Então é sobre isso. E muitas vozes na minha cabeça a cantarem. Eu espero que consiga reconfortar as pessoas que a ouvirem, oxalá!"
— Grande a abordar a inspiração para o conteúdo lírico de "Get Well Soon" em uma publicação do Twitter.
Musicalmente, "Get Well Soon" é um tema de ritmo moderado descrito como uma balada soul de autoajuda com uma melodia relaxante de R&B contemporâneo à medida que incorpora também elementos de música pop e trap. Segundo a partitura publicada pela Universal Music Publishing Group na página online Musicnotes.com, "Get Well Soon" foi definida no compasso de tempo comum na tonalidade de Sol maior com uma dança que se desenvolve no metrónomo de cem batidas por minuto. A voz de Grande, que ainda cantou os vocais de apoio, vai desde a nota baixa de Sol3 até Sol5. A instrumentação consiste em um piano e uma guitarra. A faixa apresenta segmentos nos quais diversas vozes podem ser ouvidas repetidamente e colocadas sob várias camadas densas, dando a impressão de ser um canto coral, mas na verdade são os vocais da artista unidos e multiplicados, algo descrito pela artista "como se eu estivesse a falar com os pensamentos na minha cabeça e eles estivessem a cantar de volta para mim." Este sentimento é expresso por Grande nos primeiros versos da canção:
They say my system is overloaded

(Girl, what's wrong with you? Come back down)

I'm too much in my head, did you notice?

(Girl, what's wrong with you? Come back down)

My body's here on Earth, but I'm floating

(Girl, what's wrong with you? Come back down)

Disconnected, so sometimes, I feel frozen and alone
Sam Margolis, um estudante da Universidade Temple, publicou um artigo na revista electrónica The Odissey no qual destacou os dez versos mais importantes de "Get Well Soon" que fazem da faixa essencial para o aumento da consciencialização da ansiedade. Após o final da faixa, há um trecho prolongado de quarenta segundos de silêncio. Vários analistas musicais, bem como fãs da artista, teorizaram que tal silêncio seria uma homenagem às 22 vítimas (excluindo o perpretante) do atentado ocorrido em Manchester. Além disso, juntamente com o trecho de silêncio, a faixa termina com exactos cinco minutos e 22 segundos, uma referência à data do acontecimento, 22 de Maio.

## Recepção crítica

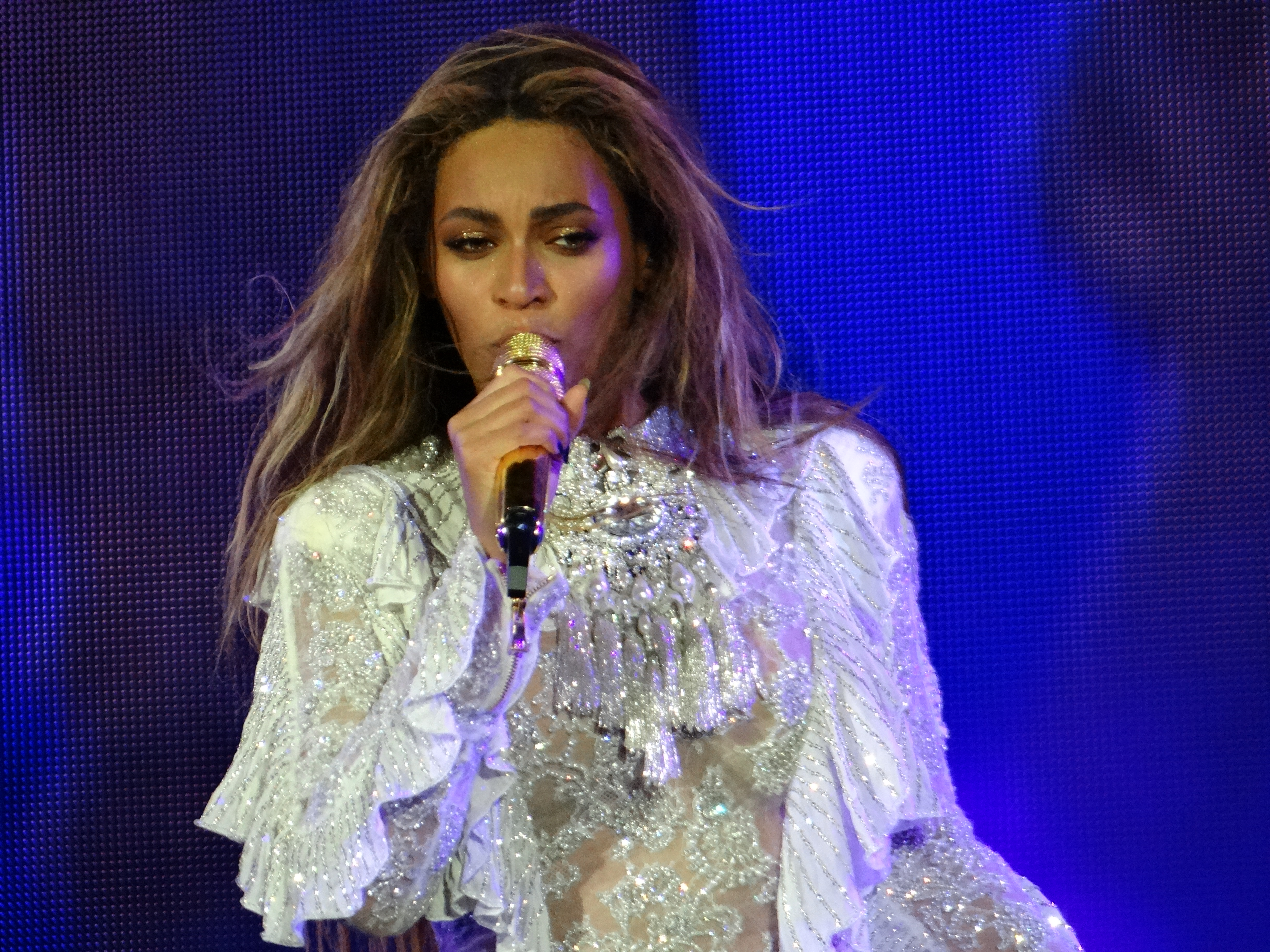
Um crítico musical olhou para "Get Well Soon" como uma obra que se esperaria encontrar no repertório de Beyoncé.

"Get Well Soon" foi recebida com aclamação universal pela crítica especialista em música contemporânea, sendo descrita por um editor da Pride Magazine como "uma carta de amor para os angustiados e aqueles que vagueiam pela vida; Ariana queria que a canção fosse um abraço musical caloroso e reconfortante para os seus ouvintes, algo que ela conseguiu." A revista Paper posicionou "Get Well Soon" no décimo quinto posto da sua lista das cem melhores canções de 2018, afirmando que "Ariana Grande fez algo que ela não tinha que fazer, e transformou a sua mágoa em algo digestível, como moléculas de adoçante alojando-se em uma chávena de café amargo; o legado de Sweetener será a sua mensagem retumbante sobre o encanto do amor verdadeiro."
Callie Ahlgrim, da revista electrónica Insider, descreveu "Get Well Soon" como uma "obra-prima" e uma faixa de destaque em Sweetener. O resenhista Bryan Rolli, escrevendo para a revista Forbes, observou a canção como "um tema de encerramento maravilhoso sem obstáculos causados pela produção super-exagerada. Williams contribuiu com a sua voz por cima de um piano ubíquo, garantindo a Grande o seu melhor momento de dinamismo vocal descarado no álbum." Chris Willman, para a revista Variety, olhou para a faixa como "uma carta de superação de Grande para si mesma e os seus admiradores em forma de um abraço musical," descrevendo-a como "bem ornamentada."
Escrevendo para o portal Pitchfork, a editora Jillian Mapes chamou "Get Well Soon" de "um momento definidor-de-carreira" e aplaudiu o "formato de balada soul de auto-ajuda repleta de liberdade que você esperaria encontrar no repertório de Beyoncé," adicionando: "Qualquer pessoa que saiba o quão graciosamente Grande lidou com os eventos horríficos do concerto em Manchester no ano passado irá reconhecer uma resposta igualmente graciosa ao seu rescaldo emocional nesta canção." Kate Solomon, para o jornal britânico The Independent, achou a obra "ambiciosa", afirmando: "como uma interpretação musical de cinco minutos dos ataques pós-traumáticos que Grande sofreu, 'Get Well Soon' não é necessariamente agradável de ouvir mas ainda bastante admirável." Neil McCormick, para o portal britânico The Daily Telegraph, achou que a artista soa como "uma combinação doo-wop formada por apenas uma mulher."

## Divulgação
A 19 de Agosto de 2018, um vídeo musical curto para a canção filmado em preto-e-branco sob direcção artística do norte-americano Dave Meyers foi compartilhado nas redes sociais de Grande. O estilo é bastante similar ao do teledisco lançado para promover "Raindrops (An Angel Cried)", a faixa de abertura de Sweetener, também realizado por Meyers, que ainda ficou a cargo da realização de todos outros vídeos musicais dos singles de Sweetener.
Pouco tempo depois, a artista interpretou o tema nos primeiros três concertos da digressão norte-americana The Sweetener Sessions, decorridos nas cidades de Nova Iorque a 20 de Agosto, Chicago a 22 de Agosto e Los Angeles a 25 de Agosto. "Get Well Soon" foi também interpretada por Grande no especial de televisão Ariana Grande at the BBC, no qual foi acompanhada por uma orquestra completamente feminina, gravado a 6 de Setembro e transmitido através da British Broadcasting Corporation (BBC) no Reino Unido na noite de 1 de Novembro de 2018. Todavia, o desempenho, bem como o das canções "Better Off", "Pete Davidson" e uma versão cover de "Them Changes" (2015) do músico Thundercat, não foram transmitidos na emissão original britânica. Não obstante, foram inclusas em transmissões internacionais do programa de televisão.
Para a Sweetener World Tour (2019), a artista tomou a decisão de não incluir a faixa no alinhamento pois, segundo ela, a obra não foi destinada a ser cantada em um concerto grande mas sim em lugares pequenos, tais como os da The Sweetener Sessions. Contudo, começando com o concerto em Phoenix, Arizona a 14 de Maio de 2019, "Goodnight n Go" foi removida do alinhamento e substituída por uma versão encurtada de "Get Well Soon". Segundo Madeline Roth, da MTV, tal troca ocorreu pois "Goodnight n Go" revelou ser um tema difícil de interpretar para Grande, que tirava lágrimas enquanto cantava a faixa. Não obstante, no concerto em Londres a 17 de Agosto seguinte foi removida e substituída por "Only 1", faixa de My Everything (2014).
O desempenho ao vivo de "Get Well Soon" em um dos concertos da digressão foi incluso como a vigésima terceira faixa do alinhamento de K Bye for Now (SWT Live), lançado a 23 de Dezembro de 2019 pela Republic Records.

## Alinhamento de faixas
"Get Well Soon" foi inclusa como a décima quinta faixa de todas as versões lançadas de Sweetener. Em K Bye for Now (SWT Live), a sua versão ao vivo foi inclusa como a vigésima terceira do alinhamento.
- Sweetener[7]

1. "Get Well Soon" — 5:22

- K Bye for Now (SWT Live)[44]

1. "Get Well Soon" (ao vivo) — 5:22

## Créditos e pessoal
Os créditos seguintes foram adaptados do encarte do álbum Sweetener (2018):
Gravação
- Gravada nos Estúdios de Gravação Chalice em Hollywood, Los Angeles, Califórnia, EUA;
- Misturada no Centro de Belas Artes Callanwolde, Atlanta, Geórgia, EUA;
- Masterizada no Sterling Sound na Cidade de Nova Iorque, Nova Iorque, EUA.

Pessoal
- Ariana Grande — composição, vocais principais, vocais de apoio, produção vocal
- Mike Larson — gravação, edição digital, arranjos
  - Thomas Cullison — assistência de gravação
- Randy Merrill — masterização
- Phil Tan — mixagem
  - Bill Zimmermann — engenharia de mistura adicional
- Pharrell Williams — composição, produção e arranjos

## Desempenho comercial
Nas suas primeiras 24 horas de disponibilização, "Get Well Soon" foi reproduzida mais de 1,6 milhões de vezes ao redor do mundo no Spotify, alcançando a posição 34 na lista das canções mais reproduzidas daquele dia. Desse total, mais de 730 mil reproduções foram apenas nos Estados Unidos, garantido-lhe uma entrada na tabela musical Bubbling Under Hot 100 Singles no décimo sexto posto, segundo a publicação de 1 de Setembro de 2018 da revista Billboard. No Reino Unido, devido a uma forte actividade em plataformas de streaming, o tema conseguiu entrar na tabela oficial de streaming de canções na posição 81, segundo a publicação de 24 de Agosto de 2018 da The Official Charts Company (OCC). Devido ao seu sucesso online na Austrália, o tema alcançou o posto 79 da tabela oficial de canções, de acordo com o publicado pela Australian Recording Industry Association (ARIA) a 27 de Agosto.
| País — Tabela musical (2018)                                | Posição de pico |
| ----------------------------------------------------------- | --------------- |
| Austrália — ARIA Top 100 Singles Chart                      | 79              |
| Reino Unido — Official Audio Streaming Chart Top 100 (OCC)  | 81              |
| Estados Unidos — Bubbling Under Hot 100 Singles (Billboard) | 16              |